# 張紀君
張紀君（1921年—1950年2月4日），中華民國海軍美頌艦槍炮官，1949年10月19日隨艦長毛却非宣布起義將美頌艦駛往上海，途中遭官兵制伏後押送高雄左營軍港，1950年2月4日槍決於桃子園刑場。

## 生平
張紀君，1921年生於河北省威縣，海軍軍士隊、海軍訓練團學員隊畢業，1945年抗日戰爭勝利，中華民國從美軍獲得許多中型艦艇，張紀君歷惠安艦、太華艦、聯榮艦槍炮官。於聯榮艦任槍砲官時成為艦長毛却非部屬。毛却非，電雷學校航海班畢業，因戰爭中期無海軍，毛却非返回故鄉在簡陽縣初級中學任教。
1946年第二次國共內戰爆發後，隨著局勢變化，中共密集策反。毛却非在海軍的同學楊滄活是共產黨員，經常與毛却非接觸從事地下工作，1948年介紹毛却非加入組織，與王顯群、姜偉衡一組。
1949年4月22日渡江戰役南京解放，毛却非接獲海軍司令部命令調廣州接任美頌艦艦長。由王顯群安排送其妻馬健瑛與三個孩子到廣州與毛却非會合，傳遞三個月後組織將派人與她聯繫。1949年10月初，中共派員與毛却非聯繫告知楊滄活在香港與他接頭，約定起義事宜。
1949年10月14日，毛却非接到命令前往香港運送衛生器材到左營，毛却非到香港後與妻子馬健瑛到楊滄活處取得大小兩面五星紅旗和宣傳品，並安排電官毛富政、醫官彭竹修、槍炮官張紀君一同上船，準備隔日升起五星旗作為起義標誌，晚間毛祕密召集輪機崔乃彬、槍炮官張紀君、帆纜班長、電官王暢初、醫官彭竹修和警衛連李副連長開會，傳達共產黨組織的指示，散會後毛却非進入官艙草擬起義宣言，但毛却非忽略了海軍電雷派與青島海校的矛盾，毛却非出身電雷却找了青島海校的幹部討論起義，結果導致起義失敗，深夜時分士兵持槍衝進艦長室只有馬健瑛在，未見到毛却非，於是眾人衝進官艙逮捕了毛却非，並控制了艦上其他官兵，將船駛向澳門檢修後開往高雄左營。
1949年10月28日美頌艦抵達高雄，起義官兵及馬健瑛都被押往鳳山監獄關押審訊。1949年12月21日毛却非與槍炮官張紀君以叛變罪名判處死刑，1950年2月4日槍決於高雄左營桃子園刑場。